# Lampetis patruelis
Lampetis patruelis es una especie de escarabajo del género Lampetis, familia Buprestidae. Fue descrita científicamente por Fairmaire en 1869.